# 27565 de Wet
27565 de Wet è un asteroide della fascia principale. Scoperto nel 2000, presenta un'orbita caratterizzata da un semiasse maggiore pari a 2,9470355 au e da un'eccentricità di 0,1508213, inclinata di 10,49852° rispetto all'eclittica.